# محوطه پونگله
محوطه پونگله مربوط به عصر آهن است و در شهرستان گیلانغرب، بخش مرکزی، دهستان چله، میان دره، ۱۵۰ متری شمال کوه قلاجه واقع شده و این اثر در تاریخ ۲۷ اسفند ۱۳۸۶ با شمارهٔ ثبت ۲۲۳۹۱ به‌عنوان یکی از آثار ملی ایران به ثبت رسیده است.